# إدموند فانينج
إدموند فانينج (بالإنجليزية: Edmund Fanning)‏ هو مستكشف أمريكي، ولد في 16 يوليو 1769 في ستونينغتون في الولايات المتحدة، وتوفي في 23 أبريل 1841 في نيويورك في الولايات المتحدة.